# Mauves
Mauves is een gemeente in het Franse departement Ardèche (regio Auvergne-Rhône-Alpes). De plaats maakt deel uit van het arrondissement Tournon-sur-Rhône. Mauves telde op 1 januari 2022 1.192 inwoners.

## Geografie
De oppervlakte van Mauves bedroeg op 1 januari 2022 7,05 vierkante kilometer; de bevolkingsdichtheid was toen 169,1 inwoners per km². De plaats ligt op de rechteroever van de Rhône.
De onderstaande kaart toont de ligging van Mauves met de belangrijkste infrastructuur en aangrenzende gemeenten.

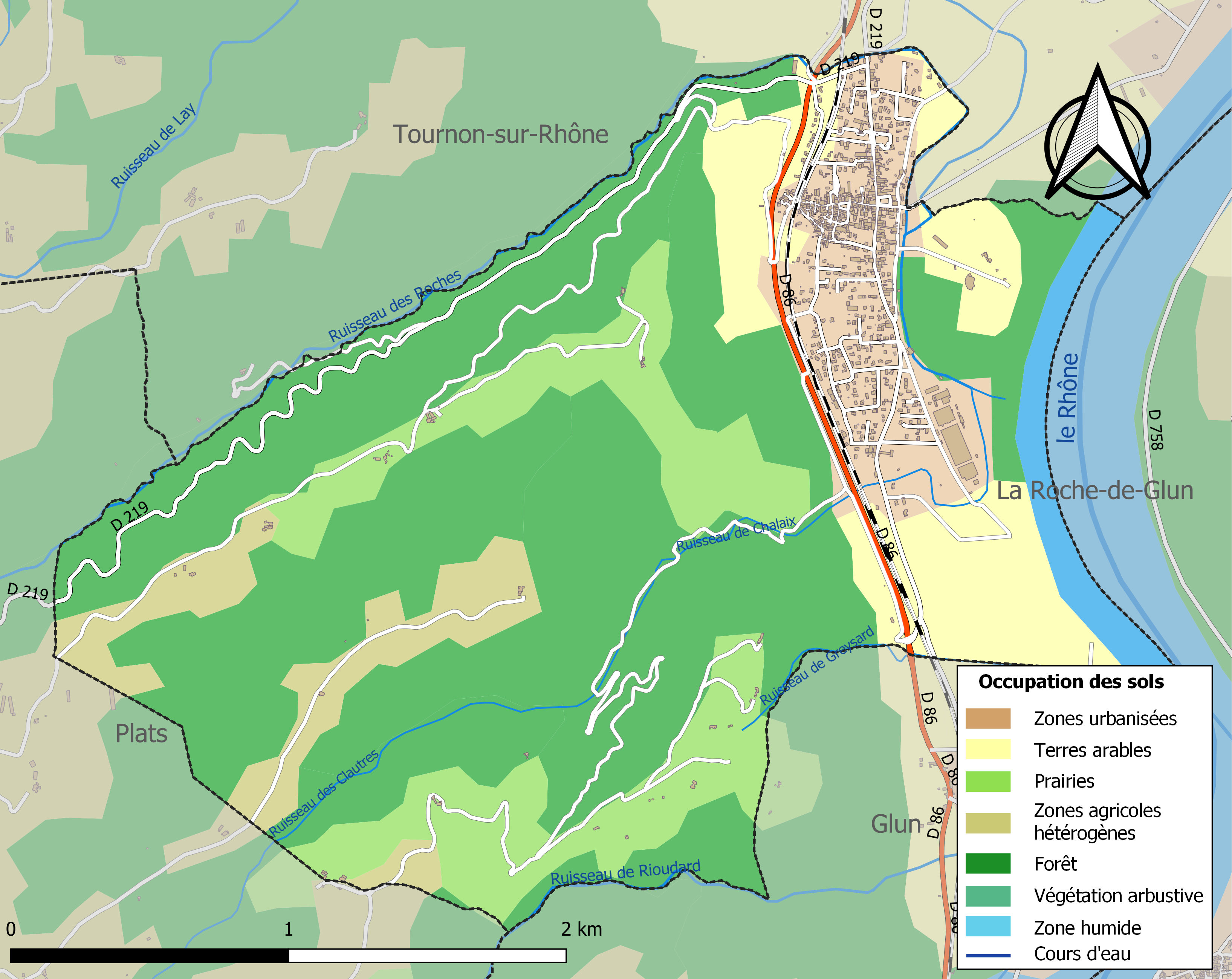

## Demografie
Onderstaande figuur toont het verloop van het inwonertal (bron: INSEE-tellingen).

Vanwege een beveiligingsprobleem met de MediaWiki Graph-software is het momenteel niet mogelijk deze grafiek weer te geven. Zodra de software is bijgewerkt zal de grafiek vanzelf weer zichtbaar worden.